# Psychotria insularum
Psychotria insularum är en måreväxtart som beskrevs av Asa Gray. Psychotria insularum ingår i släktet Psychotria och familjen måreväxter. Inga underarter finns listade i Catalogue of Life.